# Fruita (Utah)
Pour les articles homonymes, voir Fruita.
Fruita est une ville fantôme américaine du comté de Wayne, dans l'Utah. Elle relève aujourd'hui du parc national de Capitol Reef.